# Raimundo Diniz
Raimundo Menezes Diniz (Aracaju, 7 de março de 1928 — Brasília, 22 de março de 2013) foi um advogado e político brasileiro, outrora deputado federal por Sergipe.

## Dados biográficos
Filho de Godofredo Diniz Gonçalves e Dulce Meneses Diniz. Após estudar na capital sergipana transferiu-se para São Paulo e a seguir para o Rio de Janeiro, então capital federal. Graduou-se em Direito pela Universidade Federal do Rio de Janeiro e por um breve período foi chefe de gabinete do secretário de Segurança do estado do Rio de Janeiro. De volta à sua cidade natal foi advogado, procurador do Instituto do Açúcar e do Álcool e a seguir foi designado procurador-geral do município.
Eleito vereador em Aracaju pela UDN em 1951, filiou-se à ARENA após a decretação do bipartidarismo e foi eleito deputado federal em 1966, 1970, 1974 e 1978, optando pelo PDS após a reforma partidária empreendida pelo Governo João Figueiredo não disputando, porém, um novo mandato em 1982. Após deixar a Câmara dos Deputados, permaneceu em Brasília como chefe de gabinete do Serviço Social da Indústria (1983-1985) na gestão de Cláudio Eugênio Stiller Galeazzi, retornando depois à advocacia.